# Garçonne

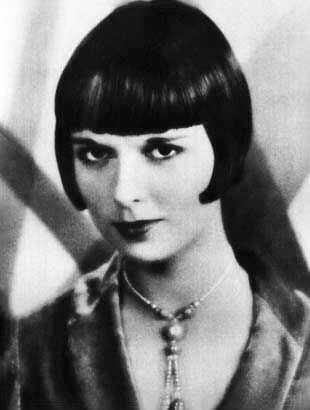
L'attrice Louise Brooks prototipo della garçonne

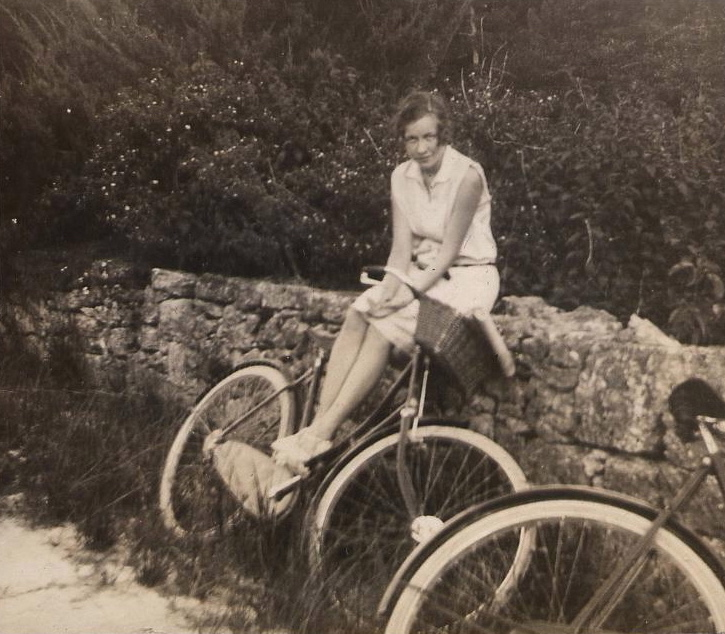
Una donna con la sua bicicletta nel 1929: abbigliamento e taglio di capelli corto.

Con garçonne (francese, femminile forzato di garçon, ragazzo/giovanotto) si intende una ragazza che conduce la propria vita in modo indipendente e anticonformista. La voce si è diffusa con questo significato dopo la pubblicazione nel 1922 del romanzo La Garçonne di Victor Margueritte. Un taglio di capelli molto corto, alla maschietta è definito "a la garçonne", come pure uno stile di moda androgino.

## Stilegarçonne
Lo stile garçonne è una tendenza femminile ispirata al guardaroba maschile sia per aspetto, che per taglio e linea. Il termine è comparso per la prima volta negli scritti di Huysmans nel 1880, prima di diventare popolare con il successo di Victor Margueritte La Garçonne pubblicato nel 1922, romanzo che ha suscitato molti dibattiti sulla nuova femminilità descritta dall'autore. Nel tempo diventa sinonimo di una donna emancipata, attiva e indipendente.
L'aspetto di una donna in stile garçonne è caratterizzato da una figura androgina e snella, che tende a nascondere le curve femminili, con un taglio di capelli molto corto. Icone di questo stile sono diventate le attrici di Hollywood Marlene Dietrich, Greta Garbo, Joan Crawford, Clara Bow e soprattutto Louise Brooks, per il suo taglio di capelli squadrato con frangia.